# NGC 6434
NGC 6434 (другие обозначения — UGC 10934, MCG 12-17-2, ZWG 339.53, ZWG 340.13, IRAS17376+7207, PGC 60573) — галактика в созвездии Дракон.
Этот объект входит в число перечисленных в оригинальной редакции «Нового общего каталога».